# Tremplins d'Igman
Pour les articles homonymes, voir Igman (homonymie).
Les tremplins d'Igman (en cyrillique : Скакаонице на Игману) sont des tremplins de saut à ski situés près de Sarajevo en Bosnie-Herzégovine. Un tremplin normal et un grand tremplin ont été construits pour les Jeux olympiques d'hiver de 1984 sur un des versants du Mont Igman. Ils n'ont pas été utilisés pour d'autres compétitions internationales. La Guerre de Bosnie qui a duré de 1992 à 1995 a endommagé les tremplins et le site est actuellement abandonné. Un projet de rénovation des deux tremplins a été présenté en 2010, mais il ne s'est pas réalisé. Le site va accueillir les épreuves de saut à ski Festival olympique de la jeunesse européenne en 2017 sur des petits tremplins en bois.

## Histoire

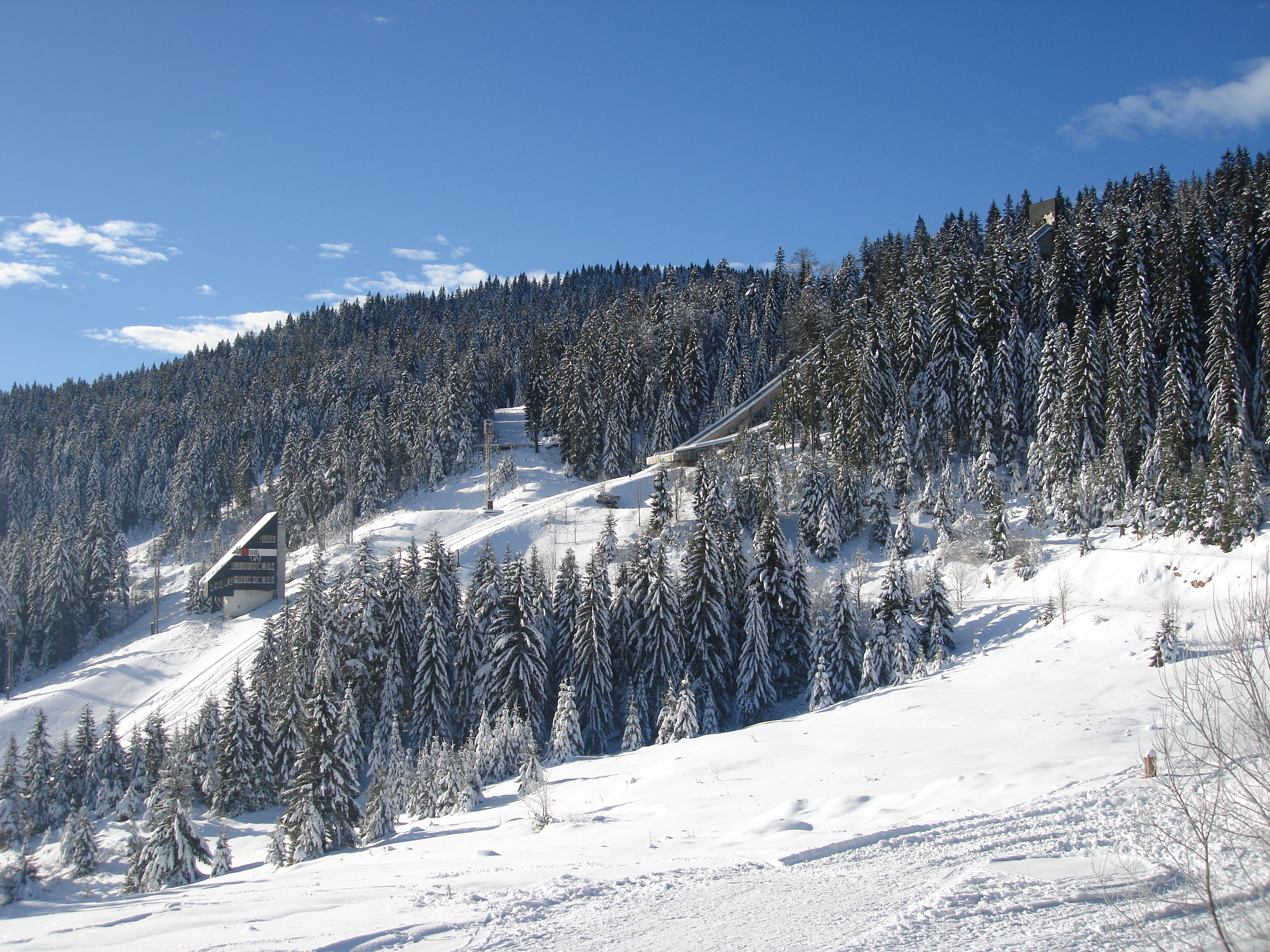
Les tremplins en hiver.

La région de Malo Polje sur le mont Igman est traditionnellement utilisée par les amateurs de ski de fond. Pendant la candidature de Sarajevo pour les Jeux olympiques d'hiver de 1984, les organisateurs envisagent de construire les deux tremplins sur deux sites différents. Après avoir reçus les Jeux, ils décident cependant de ne garder qu'un site, ce qui permet une meilleure utilisation postolympique. Le plan de situation des tremplins est présenté par le conseil exécutif du comité d'organisation le 30 avril 1979 puis approuvé par le conseil municipal de Sarajevo en septembre 1979. La forme des tremplins est approuvée par la FIS le 18 octobre 1979. Les travaux des infrastructures, qui comprennent une nouvelle route depuis Sarajevo, commencent au milieu de l'année 1979.
La construction des tremplins et de la tour des juges dure du 1er juillet 1980 au 1er décembre 1982 et celle des remontées mécaniques du 1er octobre 1982 au 30 octobre 1983. Les tremplins sont inaugurés en 1983. Après les Jeux olympiques, les habitants de la région de Sarajevo font beaucoup plus de saut à ski et de ski en général.
Pendant le siège de Sarajevo, Igman fait partie de la zone tampon entre les soldats du gouvernement de la Bosnie et ceux de l'Armée de la république serbe de Bosnie. De violents combats ont lieu aux alentours du tremplin pendant la guerre civile. La zone est également utilisée par l'Armée de la république de Bosnie-Herzégovine (ARBiH) pour des exécutions,. Les constructions sont donc endommagées par les coups de feu. Après la guerre, les tremplins sont inutilisables.
La société qui gère l'héritage olympique, ZOI'84, qui possède les tremplins, lance un projet de rénovation en 2010. Les coûts sont estimés entre 7 et 10 millions d'euros. La piste d'élan, trop endommagée pour une rénovation, serait complètement reconstruite. Le grand tremplin serait agrandi jusqu'à un point K de 120 mètres. Les plans ont été dessinés par la société d'architecture autrichienne Hofrichter-Ritter, et le projet prévoit un financement par l'Union européenne et un partenaire autrichien. Le projet comprend des stands naturels sur les côtés de la zone d'atterrissage et des stands permanents et temporaires autour de la zone de saut. Une partie des stands pourraient être recouverts d'un toit. Un restaurant panoramique est prévu pour le sommet des pistes de lancement et 50 000 spectateurs pourraient assister aux compétitions,,. L'ouverture des nouveaux tremplins était prévue pour 2013, mais les travaux ne se sont pas réalisés.
En 2012, l'organisation du Festival olympique d'hiver 2017 de la jeunesse européenne est attribué à Sarajevo. Le comité d'organisation prévoit de reconstruire trois petits tremplins en bois qui ont été détruits pendant la guerre.

## Description des tremplins

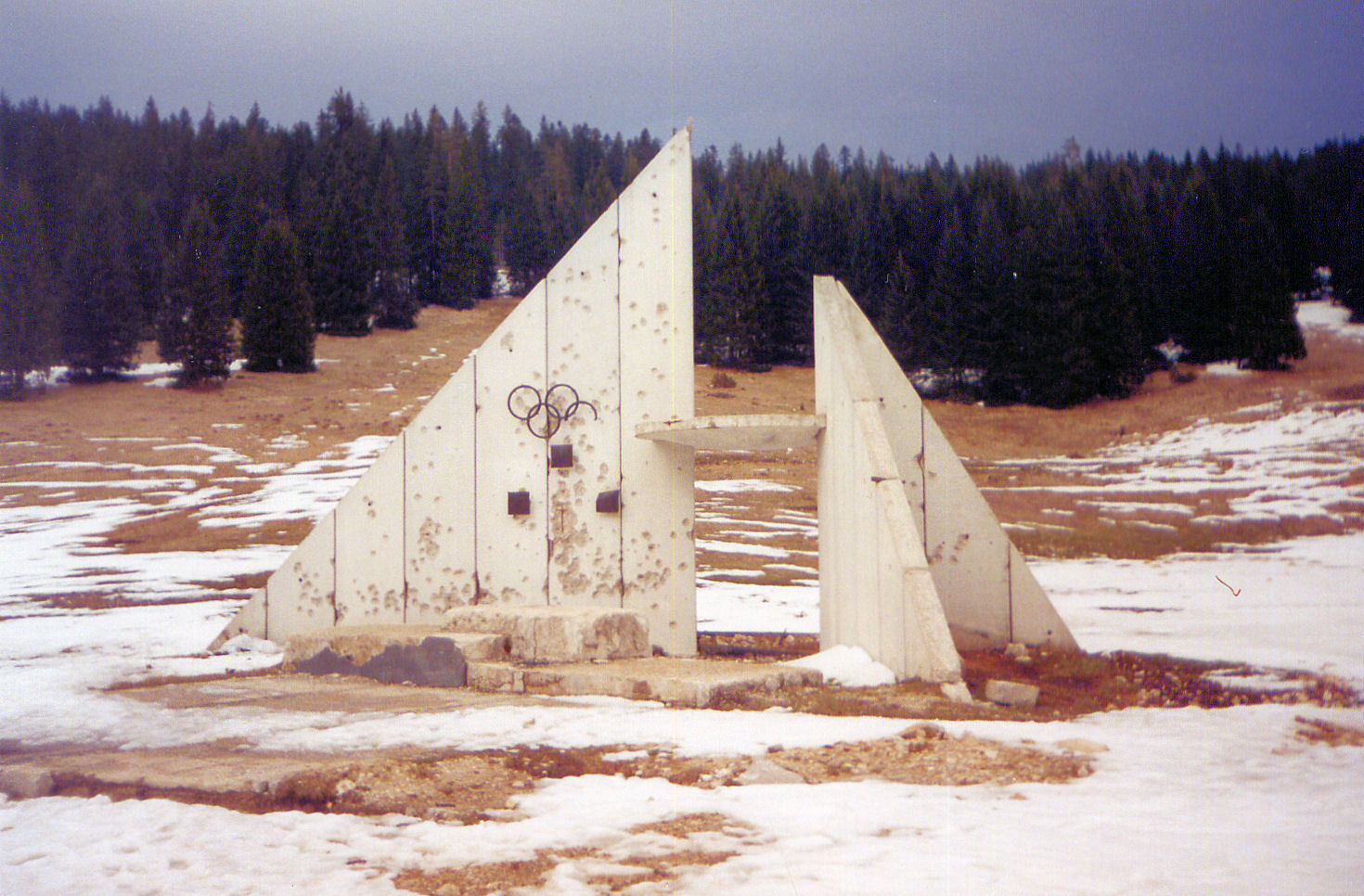
Pendant le siège de Sarajevo, le podium olympique est utilisé pour des exécutions et endommagé par les coups de feu.

Le grand tremplin a un point K de 112 mètres le tremplin normal de 90 mètres. Pendant les Jeux olympiques, 45 000 personne assistent à l'épreuve sur tremplin normal et 90 000 à l'épreuve sur grand tremplin. Le record du grand tremplin a été établi par le Finlandais Matti Nykänen, qui a sauté à 116 mètres pendant les Jeux olympiques. Le Yougoslave Primož Ulaga a établi le record du tremplin normal en 1983 avec un saut de 95 mètres

## Compétitions
Les compétitions de saut à ski et de combiné nordique des Jeux olympiques d'hiver de 1984 sont les seules épreuves homologuées par la FIS organisées sur le site. Les épreuves de saut à ski comptaient également pour la Coupe du monde,. L'épreuve sur tremplin normal est remportée par l'Est-Allemand Jens Weißflog, qui devance le Finlandais Matti Nykänen. Nykänen gagne l'épreuve sur grand tremplin devant Weißflog. Le Norvégien Tom Sandberg remporte l'épreuve de combiné nordique devant Jouko Karjalainen et Jukka Ylipulli.
Les tremplins d'Igman faisaient partie de la candidature de Sarajevo pour les Jeux olympiques d'hiver de 2010. Sarajevo était la seule ville candidate à avoir déjà accueilli les Jeux, mais la candidature était considérée comme la plus faible notamment à cause du manque d'infrastructures après la guerre.
Les épreuves de saut à ski du Festival olympique d'hiver 2017 de la jeunesse européenne, attribué à Sarajevo, auront lieu sur les tremplins d'Igman.